# Lone Scherfig
Lone Wrede Scherfig (Copenaghen, 2 maggio 1959) è una regista danese.

## Biografia
Nipote dello scrittore Hans Scherfig, ha studiato cinematografia all'Università di Copenaghen, dal 1976 al 1980, e alla National Film School of Denmark. Ha debuttato alla regia con il Kaj's fødselsdag (titolo internazionale The Brithday Trip), selezionato nella sezione Panorama alla Berlinale e per la sezione Nuovi Registi al Museum of Modern Art di New York, in seguito realizza cortometraggi, programmi radiofonici, lavori teatrali e dirige episodi di serie televisive. Nel 2000 conosce il successo internazionale grazie alla commedia Italiano per principianti, realizzata avvalendosi dei dettami del Dogma 95, che vince diversi premi tra cui l'Orso d'Argento, il Premio della Giuria e il premio FIPRESCI al Festival di Berlino.
Nel 2002 dirige il suo primo film in lingua inglese, Wilbur Wants to Kill Himself, mentre nel 2009 dirige An Education su una sceneggiatura dello scrittore Nick Hornby. An Education vince il Premio del Pubblico al Sundance Film Festival e viene in seguito presentato con successo in diversi festival cinematografici internazionali.

## Filmografia
- Margrethes elsker (1985)
- Kaj's fødselsdag (1990)
- Den Gode lykke (1993)
- Når mor kommer hjem (1998)
- Italiano per principianti (Italiensk for begyndere) (2000)
- Wilbur Wants to Kill Himself (2002)
- Hjemve (2007)
- An Education (2009)
- One Day (2011)
- Posh (2014)
- L'ora più bella (Their Finest) (2016)
- Voglia di gentilezza (The Kindness of Strangers) (2019)
- La contadora de películas (2023)